# Bartolomeo Panizza

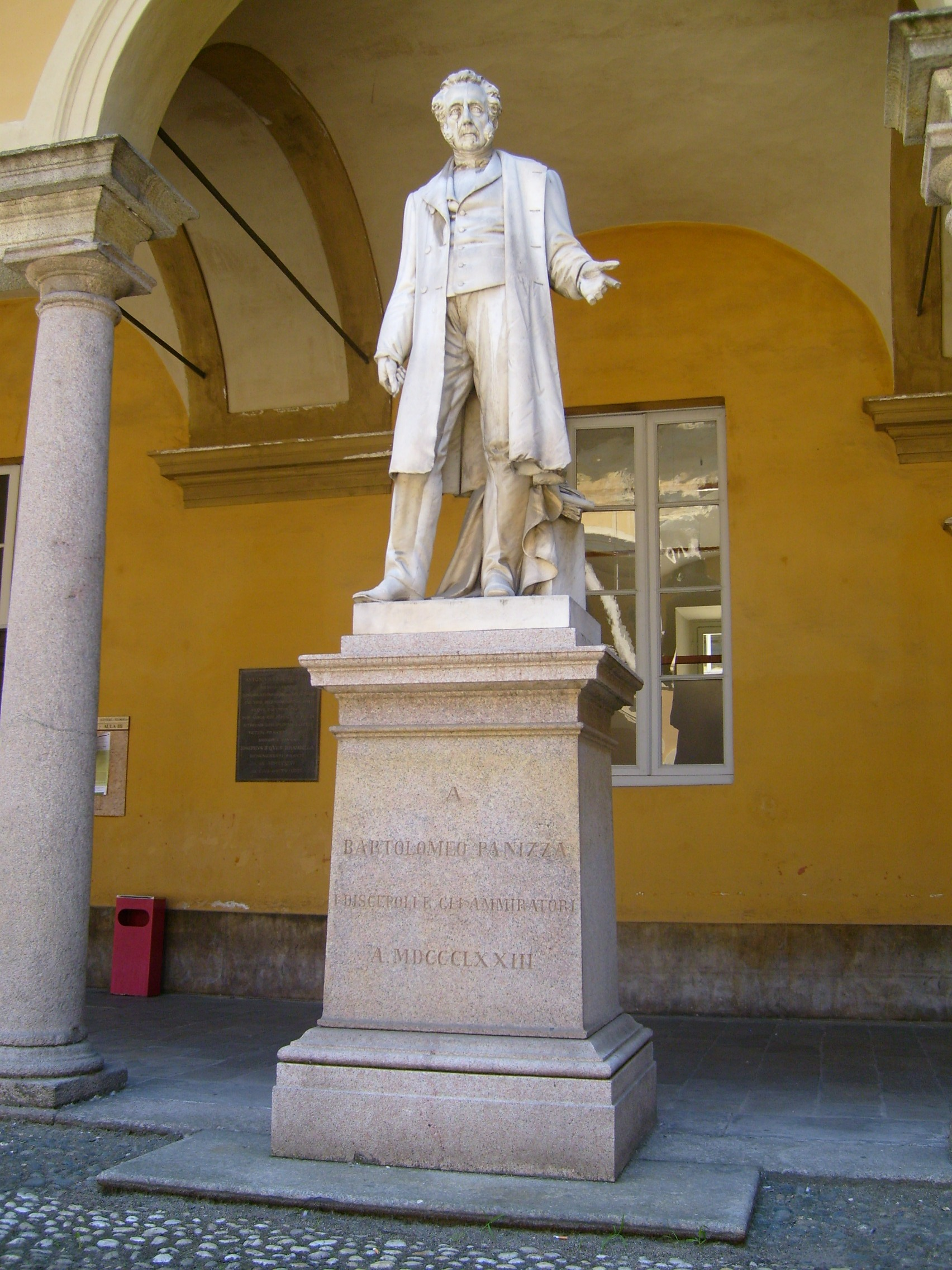
Bartolomeo Panizza

Bartolomeo Panizza, född 1785 i Vicenza, död 17 april 1867 i Pavia, var en italiensk anatom.
Panizza blev 1817 professor i anatomi i Pavia, vars anatomiska museum under hans ledning vann en storartad utveckling. Bland hans många arbeten märks de över resorptionen genom venerna och om vissa nervers förrättningar samt hans samtidigt med Johannes Peter Müller gjorda upptäckt av amfibiernas lymfhjärtan. I 25 års tid var han huvudredaktör för "Gazzetta medica lombarda". Hans staty är rest på universitetets gård i Pavia.